# レ＝ザンドリ
レ＝ザンドリまたはレザンドリ （Les Andelys）は、フランス、ノルマンディー地域圏、ウール県のコミューン。

## 地理
レ＝ザンドリはセーヌ川の湾曲部の中心、緑深い谷にある。パリから100km、ルーアンから40km離れている。歴史記念物に指定されているレ＝ザンドリ参事会聖堂やガイヤール城のある、観光地となっている。
レ＝ザンドリ（Les Andelys、複数あるAndelys）というコミューン名は、プティ・タンドリ（Petit Andelys）とグラン・タンドリ（Grand Andelys）という2つの町の統合によって生まれた。
セーヌ川の丘陵地帯にあり他とは異なる植生を持つレ＝ザンドリは、ナテュラ2000（en、EU内での自然保護登録地）に登録されている。

## 由来
8世紀初め、Andilegumと呼ばれていた。830年頃のフォントネル修道院（fr）の武勲詩においてはAndelagum、1045年にはAndeliacumであった。

## 歴史

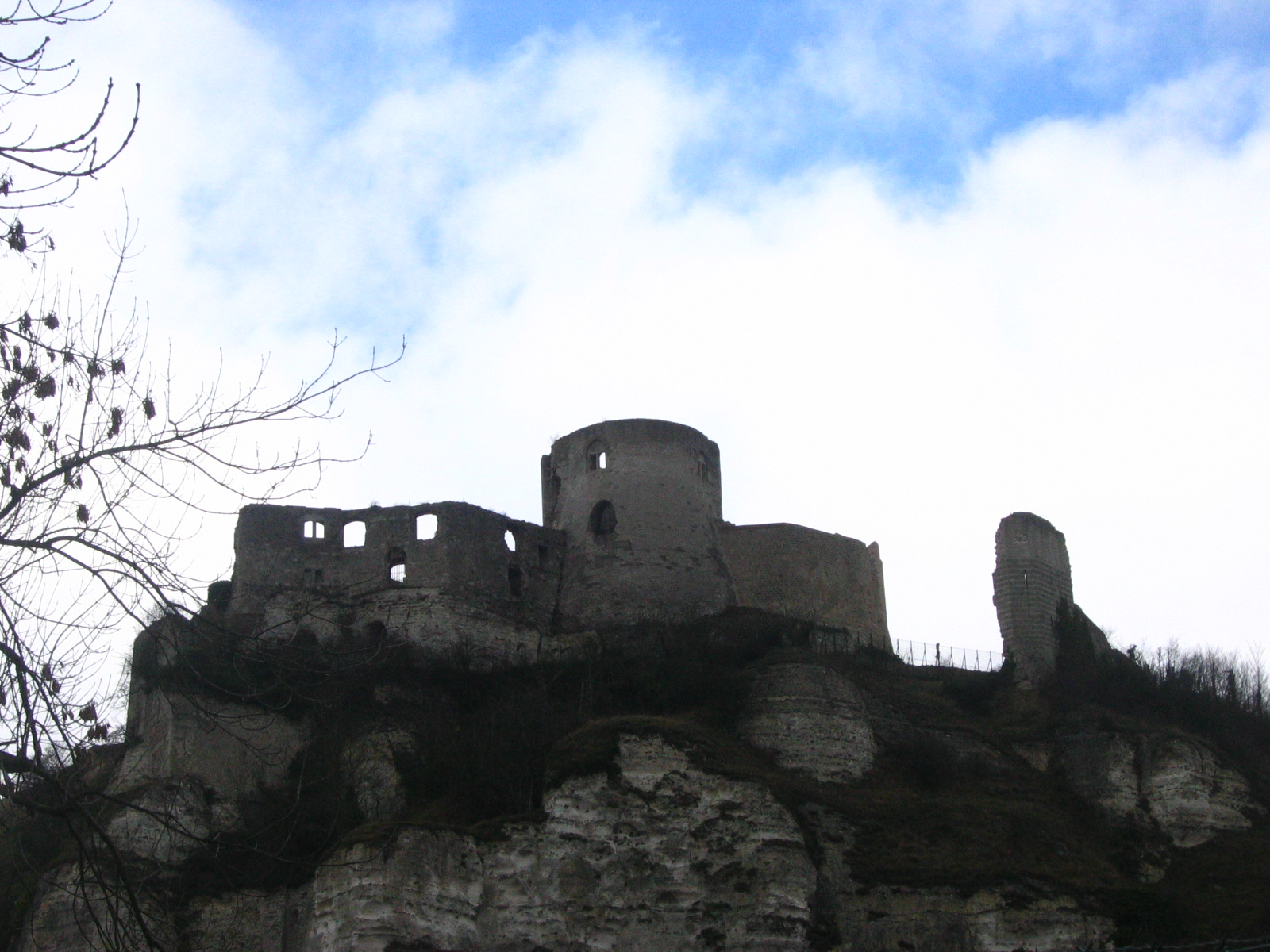
ガイヤール城

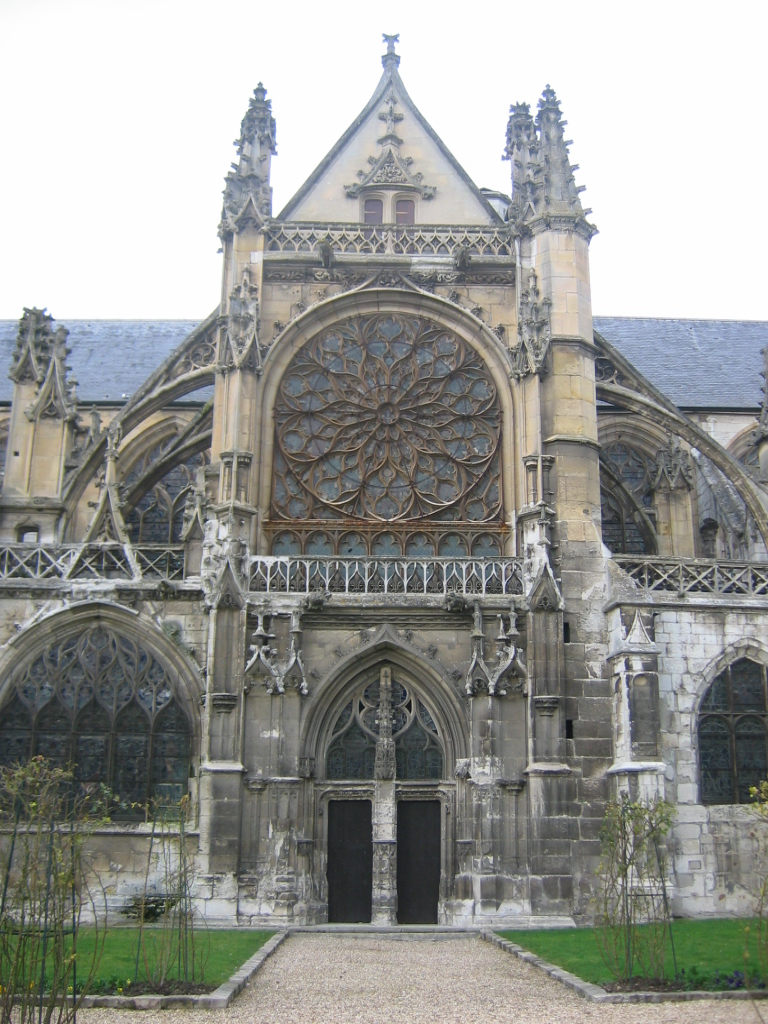
ノートルダム参事会聖堂

レオン・クティル（fr）の発掘した考古学的証拠から、レ＝ザンドリ一帯では少なくとも新石器時代中期より人が定住していた。小さなガロ＝ローマ時代の劇場基礎跡が残っている。現在のヴェクサン地方を本拠としていたガリアの一部族、ウェリオカス族（fr）が次第にローマ化されていったことを示している。しかしオッピドゥムは出土されていない。
10世紀以降、アングロ＝スカンディナビア人の小さな植民地がレ＝ザンドリの地につくられた。多くの地名が、住民が古英語か古ノース語を話していたことを示している。例として、現在のオーグの森はノース語でhaugrといい、丘または森のある丘を意味した。
レ＝ザンドリはルーアン大司教の領地であった。しかし1197年、ノルマンディー公リシャール（イングランド王リチャード獅子心王）に割譲され、1199年にリシャールが死ぬとその弟ジャンが相続した。1204年、フランス王フィリップ2世がレ＝ザンドリを獲得した。
1737年、ジゾール伯爵領（のち公爵領）の一部としてレ＝ザンドリ子爵領が設置された。1742年、伯爵となったのがシャルル・ルイ・オーギュスト・フーケ・ド・ベル＝イルである。1762年、ルイ・シャルル・ド・ブルボン（ルイ14世の庶系の孫）がジゾール公爵領を相続。1775年、ブルボン＝パンティエーヴル公ルイ・ジャン・マリー・ド・ブルボンがジゾール公爵領を相続。以後ブルボン＝オルレアン家がレ＝ザンドリ子爵の称号を継承しており、現在の子爵はフランス公ジャンである。

### ガイヤール城
コミューンの最も華麗な記念物は、疑うまでもなくノルマンディー公のガイヤール城である。現在城は、セーヌ川を見下ろす廃墟となっている。城からは広い谷とセーヌ川の大きな屈曲部が、妨げるものなしに見渡せる。
12世紀後半、ノルマンディーを領有していたのはイングランド王家であるプランタジネット家で、フランス王国はセーヌ川やそこから海への交通を握る豊かな土地を常に目に捉えていた。代々のノルマンディー公たちはこの戦略的要所を守るため、対フランス国境地帯に一連の城を建設した。これは公国の首都たるルーアンを守るためでもあった。
エプトの要所がフランスの手に一部落ちると、リチャード獅子心王は1196年にガイヤール城の建設を始めた。そこはセーヌ川の石灰岩質の崖の上であった。この位置は難攻不落であると考えられていた。フランス艦隊がセーヌ川を下るのを阻止するため、川床に3列の杭が打ち込まれた。伝説によると、ガイヤール城は1年で完成したという。1197年、リチャード王は『私の1歳の娘はなんと美しいことか！』と言ったとされる。
リチャード王没後、フランス王は遠征を指揮し、ついに1204年に落城させた。ガイヤール城の落城の知らせは公国に衝撃を与えた。セーヌ川航行が自由になったことを意味したからである。そのわずか数か月後、首都ルーアンは陥落し、約293年続いたノルマンディー公国の独立は終焉を迎え、フランスに併合された。
修復されたガイヤール城は牢獄とされていたが、百年戦争中の15世紀、16ヶ月もの包囲戦の末イングランド軍が制圧した。

## 姉妹都市
- ハルゼヴィンケル、ドイツ

## 出身者
- ニコラ・プッサン - 画家
- ジャン＝ピエール・ブランシャール - 気球乗り
- シャルル・シャプラン - 画家